# 垣根涼介
垣根 涼介（かきね りょうすけ、1966年4月27日 -）は、日本の小説家。長崎県諫早市生まれ。長崎県立諫早高等学校、筑波大学第二学群人間学類卒。

## 経歴
小学校6年生から小説を読み始め、サマセット・モーム『月と六ペンス』に感動する。その後にトルーマン・カポーティ、ガルシア・マルケスなどを読む。
高校卒業と同時に上京し、筑波大学に入学する。卒業後はリクルートに入社し、『とらばーゆ』、『ビーイング』、『テクノロジービーイング』という求人情報誌3誌を受け持ち、インタビューやコピーを書く仕事をする。2年で退職し、1年間ブラブラしていた。次に就職した商社は3か月で辞め、その次に就職した近畿日本ツーリストには7年半勤務し、業界団体や奉仕団体などへの視察旅行の企画・立案を行った。
求人広告の制作で文章やコピーを書いていたのが作家になったきっかけだった。1カ月間の研修で直後にディレクターになり、仕事毎に雇う関係スタッフたちに見くびられ統率できず、プロのことは何も分からないが、自分は文字で一つ抜きん出たものをつかみたいと、文章力が高いと思った純文学の本を読むようになる。1日1冊2年間で700冊の本を読んだが分野はミステリへも広がり読書自体に傾倒する。
やがて、バブル景気の28歳の時にローンでマンションを購入したが、景気悪化や転勤で返済のメドが立たなくなり破産の可能性も見える。これではいけないと思い賞金を狙って、昼間は会社で働き、家に帰ってから小説を書くという生活を2年続けた。そうして書き上げた初めての小説『午前三時のルースター』を『公募ガイド』で当時賞金の最高額のサントリーミステリー大賞に応募し、読者賞をダブル受賞する。これで会社を辞めて専業作家となる。

## 人物
- 散歩、水泳、ツーリング、ドライブが趣味[4][5]。

## 作風
- 近畿日本ツーリスト[1]での勤務時に添乗業務で気に入ったベトナムのホーチミン市を題材にしたのが『午前三時のルースター』である[6]。
- 主に「極限状態で自意識が覚醒する瞬間」をテーマにしており、そのほとんどがミステリーや冒険活劇もの（本人曰く第1の極限軸）。自分自身のサラリーマン時代を下敷きにして書いたリストラ請負人の話『君たちに明日はない』（本人曰く第2の極限軸）や、フィジーでのクーデターをモチーフにした恋愛小説『真夏の島に咲く花は』（本人曰く第3の極限軸）でもこのテーマを取り上げている。
- 2013年の『光秀の定理』以降は歴史小説へ活動範囲を広げている。2016年の『室町無頼』では応仁の乱前夜の政治が機能しない無政府状態の日本を描いている。足利尊氏を描いた『極楽征夷大将軍』で2023年に第169回直木三十五賞を受賞した[7]。

## 受賞歴
太字は受賞
- 2000年 - 『午前三時のルースター』で第17回サントリーミステリー大賞（大賞・読者賞）受賞。
- 2004年 - 『ワイルド・ソウル』で第6回大藪春彦賞受賞、第25回吉川英治文学新人賞受賞、第57回日本推理作家協会賞（長編及び連作短編集部門）受賞。
- 2005年 - 『君たちに明日はない』で第18回山本周五郎賞受賞。
- 2005年 - 長崎県県民表彰特別賞受賞。
- 2013年 - 『光秀の定理』で第4回山田風太郎賞候補[8]。
- 2014年 - 『光秀の定理』で第2回京都本大賞候補。
- 2016年 - 『室町無頼』で第6回本屋が選ぶ時代小説大賞受賞、週刊朝日「2016年 歴史・時代小説ベスト10」第1位、第7回山田風太郎賞候補[9]。
- 2017年 - 『室町無頼』で第156回直木三十五賞候補。
- 2018年 - 『信長の原理』で第9回山田風太郎賞候補[10]。
- 2019年 - 『信長の原理』で第160回直木三十五賞候補、『室町無頼』で第7回京都本大賞候補。
- 2023年 - 『極楽征夷大将軍』で第169回直木三十五賞受賞。

## 作品

### 小説

#### ヒートアイランドシリーズ
- ヒートアイランド（2001年7月 文藝春秋 / 2004年6月 文春文庫）
- ギャングスター・レッスン（2004年6月 徳間書店 / 2007年2月 徳間文庫 / 2010年4月 文春文庫）
- サウダージ（2004年8月 文藝春秋 / 2007年8月 文春文庫）
- ボーダー（2010年4月 文藝春秋 / 2013年1月 文春文庫）

#### 君たちに明日はないシリーズ
- 君たちに明日はない（2005年3月 新潮社 / 2007年10月 新潮文庫）
- 借金取りの王子（2007年9月 新潮社）
  - 【改題】借金取りの王子 君たちに明日はない2（2009年11月 新潮文庫）
- 張り込み姫 君たちに明日はない3（2010年1月 新潮社 / 2012年3月 新潮文庫）
- 勝ち逃げの女王 君たちに明日はない4（2012年5月 新潮社）
  - 【改題】永遠のディーバ 君たちに明日はない4（2014年9月 新潮文庫）
- 迷子の王様 君たちに明日はない5（2014年5月 新潮社 / 2016年11月 新潮文庫）

#### 歴史小説
- 光秀の定理（2013年8月 角川書店 / 2016年12月 角川文庫）
- 室町無頼（2016年8月 新潮社 / 2019年2月 新潮文庫【上・下】）
- 信長の原理（2018年8月 KADOKAWA / 2020年9月 角川文庫【上・下】）
- 涅槃（2021年9月 朝日新聞出版【上・下】）
- 極楽征夷大将軍（2023年5月 文藝春秋）

#### その他の小説
- 午前三時のルースター（2000年4月 文藝春秋 / 2003年6月 文春文庫）
- ワイルド・ソウル（2003年8月 幻冬舎 / 2006年4月 幻冬舎文庫【上・下】 / 2009年11月 新潮文庫【上・下】）
- クレイジーヘヴン（2004年12月 実業之日本社 / 2007年1月 JOY NOVELS / 2008年4月 幻冬舎文庫）
- ゆりかごで眠れ（2006年4月 中央公論新社 / 2009年3月 中公文庫【上・下】）
- 真夏の島に咲く花は（2006年10月 講談社 / 2010年2月 講談社文庫 / 2017年6月 中公文庫）
- 月は怒らない（2011年6月 集英社 / 2014年5月 集英社文庫） - 『小説すばる』連載の「戸籍係の女」を改題
- 人生教習所（2011年9月 中央公論新社 / 2013年6月 中公文庫【上・下】）
- 狛犬ジョンの軌跡（2012年2月 光文社 / 2015年7月 光文社文庫）

### エッセイ
- 南米取材放浪記 ラティーノ・ラティーノ！（2006年4月 幻冬舎文庫）

## 映像化作品

### テレビドラマ
- 午前三時のルースター（2000年11月25日、テレビ朝日系、第17回「サントリーミステリー大賞スペシャル」として放送、主演：高橋克典）
- 君たちに明日はない（2010年1月16日 - 2月27日、全6話、NHK総合「土曜ドラマ」枠、主演：坂口憲二、原作：君たちに明日はない / 借金取りの王子）

### 映画
- ヒートアイランド（2007年10月20日公開、配給：ザナドゥー、監督：片山修、主演：城田優）
- 室町無頼（2025年1月17日公開、監督：入江悠、主演：大泉洋）

## メディア出演
テレビ番組
- 宮崎美子のすずらん本屋堂（2013年1月29日、BSイレブン） - ゲスト出演。『狛犬ジョンの軌跡』や、司馬遼太郎著『国盗り物語』について等。